# 斯塔比嚎犬
斯塔比嚎犬（英文：Stabyhoun）是一种来自荷兰的罕有狗品种。它们英文名字的第一部分因该来自荷兰语 "sta me bij"，名字后面来自"hoon"，指狗的意思。现在，世界上有大约三千五百只斯塔比嚎犬。

## 外貌

### 皮毛

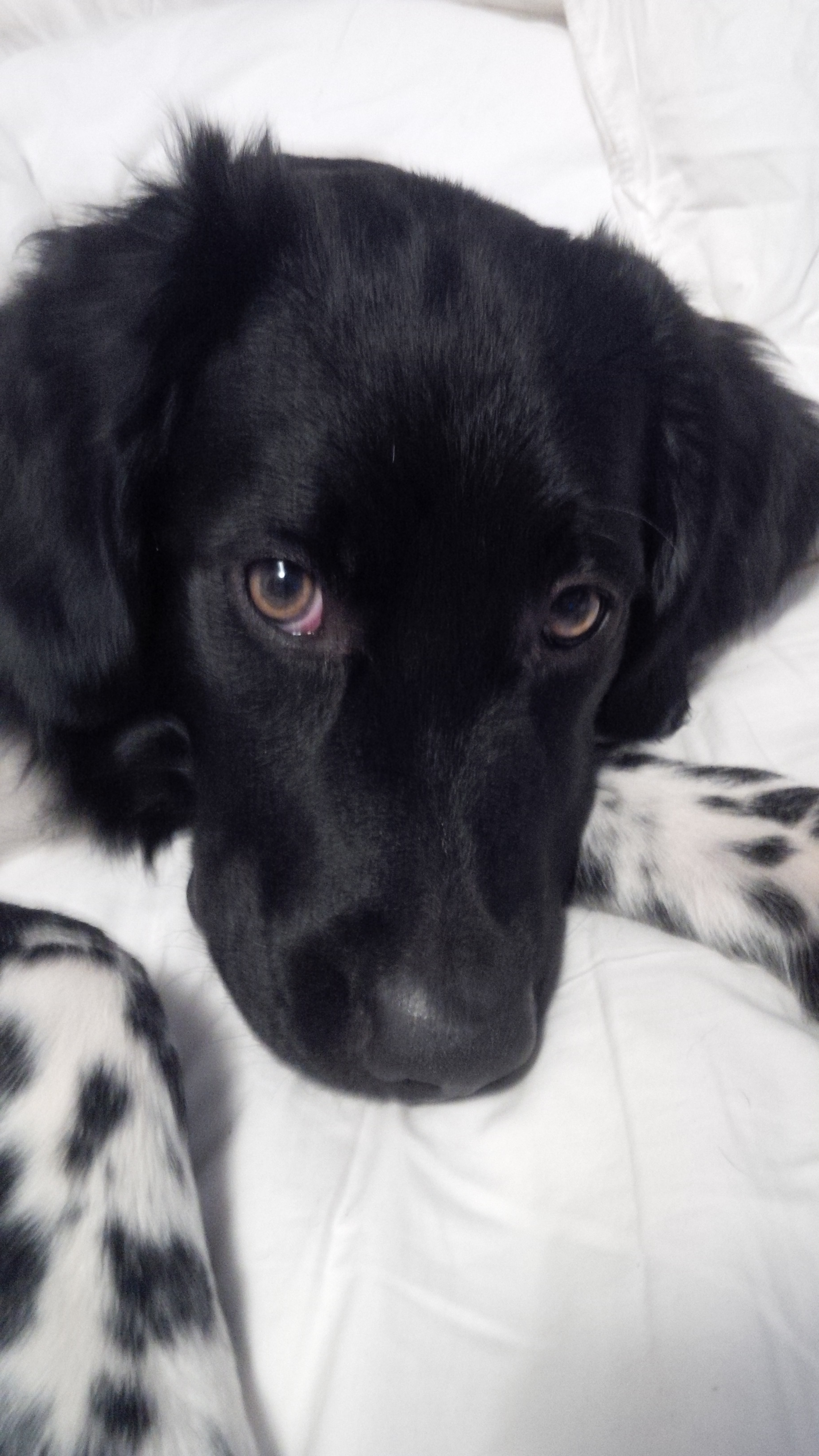
Stabij in de adolescentie

大多的斯塔比嚎犬是黑白色的。在荷兰，有的斯塔比嚎犬是棕色和白色，而橙色和白色的狗十分罕见。它们是中型犬。雄性的犬只到肩膀的高度大约是五十三厘米高，而雌性是五十厘米高。雄性的理想的重量是五十至五十五磅,而雌性的理想的重量是四十五磅。

## 性格
斯塔比嚎犬友善和聪明，但有时候，它们会有点顽固而难而训练。它们可以和小朋友和其他动物相处得很好，对主人忠心，服从。
斯塔比嚎犬需要时常的运动。虽然，它们在家里可以有点悠闲,但是它们的体力十分高，每天都需要运动才行。

## 健康

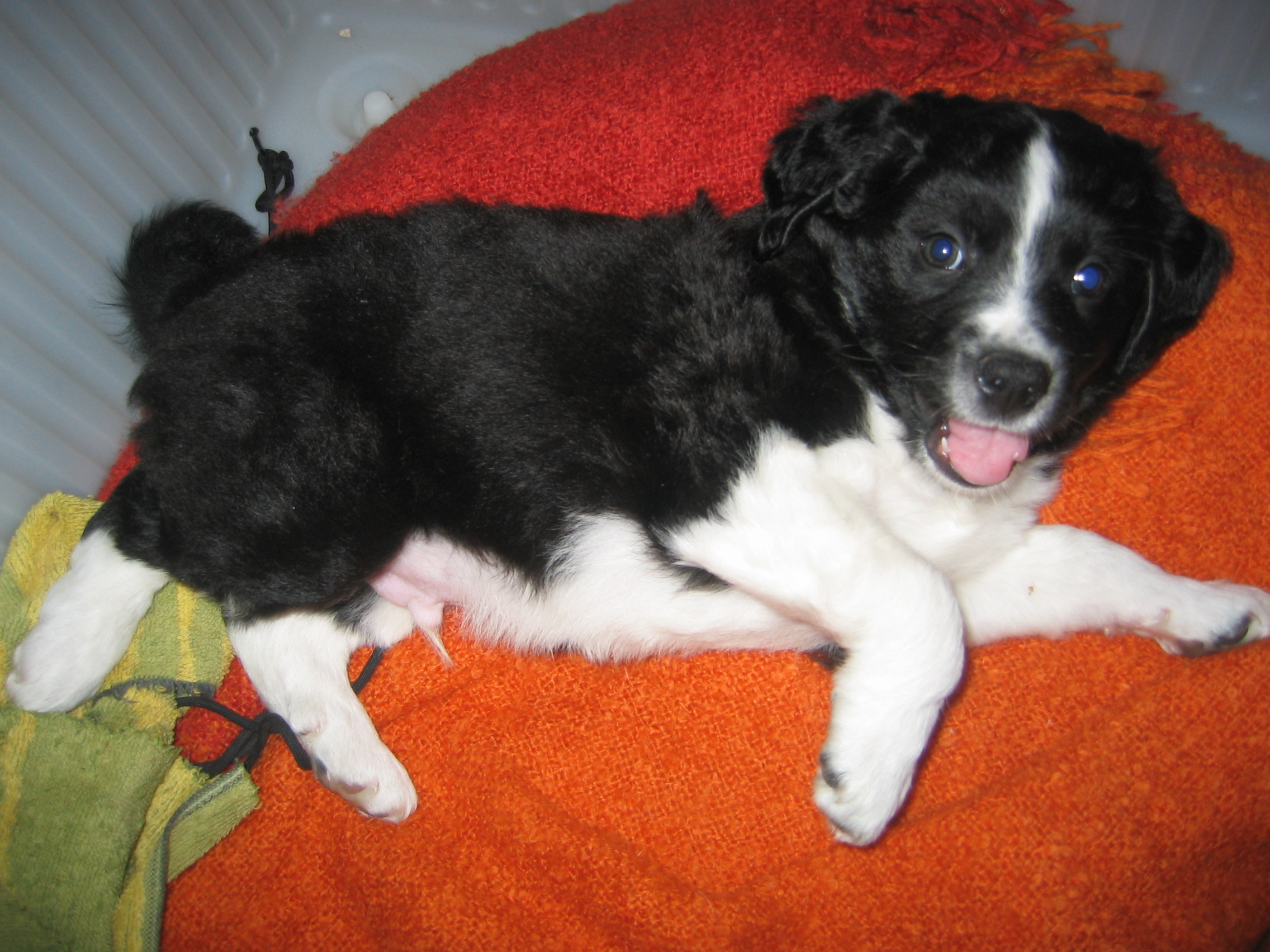
一只斯塔比嚎犬幼犬

斯塔比嚎犬的平均寿命是十三至十四岁。它们健康良好，以前的遗传疾病现在很少见。斯塔比嚎犬以前有癫痫病的记录，但今天这个病很罕见。